# برکانیین
برکانیین (به فرانسوی: Al Barkanyene) یک کمون در مراکش است که در استان ناظور واقع شده‌است. برکانیین ۱٬۶۱۹ نفر جمعیت دارد.